# Dolyna
Dolyna (ukrainsk: Доли́на, tr. Dolýna, ukrainsk udtale: [dɔˈɫɪnɐ]  ( hør); polsk: Dolina; jiddisch: דאלינע) er en by i den vestlige del af Ukraine. 
Byen er beliggende i Kalusj rajon i Ivano-Frankivsk oblast (region) i det sydvestlige Ukraine. Den er vært for administrationen af Dolyna urban hromada, en af hromadaerne i Ukraine. I 2021 var indbyggertallet ca. 20.641.

## Historie
Byens historie går tilbage til det 10. århundrede, hvilket gør den til en af de ældste i regionen. I det 14. århundrede blev Dolyna berømt for sin saltmine. I 1349 kom byen under Kongedømmet Polen, hvor den forblev indtil 1772 (se Polens delinger). I 1525 fik Dolyna, eller Dolina, som den hedder på polsk, tildelt stadsrettigheder i henhold til Magdeburgloven og ret til at handle med salt i lighed med Kolomyja. I 1740 var der i byen et oprør af opryshky' (ukrainske oprørere).
I 1772 faldt byen til østrigerne, og i 1791 mistede den sin status. I anden halvdel af det 19. århundrede blev en jernbanelinje, der forbandt Stryi med Ivano-Frankivsk, ført gennem byen. I slutningen af det 19. århundrede ødelagde store brande byen fuldstændigt. Det første årti af det nye 20. århundrede var dedikeret til genopbygning af byen. Efter Østrig-Ungarns sammenbrud kæmpede de genfødte polske og ukrainske stater om kontrollen med Dolyna i en broderskabskrig, som blev vundet af polakkerne (se Den polsk-ukrainske krig). I den anden polske republik hørte byen, med næsten 10 000 indbyggere, til Stanisławów voivodeship og var hovedstad i Dolina amtet. Nærliggende landsbyer var beboet af tyske bosættere, som kom dertil i Josef 2.'s tid.

## Galleri
- Dolyna hospital
- Kirke fra først i det 20. århundrede
- Historisk bygning i Dolyna
- Retsbyging
- Græsk katolsk kirke
- Romersk katolsk kirke
- Gymnasium
- "Sokil" forsamlingshus
- Tidligere  synagoge